# Еллісон Міллер
Еллісон Міллер (англ. Allison Miller; нар.. 2 вересня 1985) — американська актриса італійського походження. Найбільш відома за роллю Мішель Бенджамін в телесеріалі «Королі» і Скай Тейт у телесеріалі «Терра Нова».

## Біографія
Еллісон Міллер народилася 2 вересня 1985 року в Римі, Італія, а виросла в США. Її батько працював журналістом, і тому сім'я часто переїздила. Сім'я жила в Олимпії, в Лексінгтоні, в Стейт-Коледжі (Пенсільванія). Врешті-решт сім'я влаштувалася в Таллахассі, у Флориді. Вона навчалась танцям, співу, акторської гри, вчилася грати на фортепіано. Закінчивши середню школу Таллахассі, Еллісон навчалася у Флоридському університеті. Провчившись кілька семестрів, вона поїхала до Лос-Анджелесу, намагаючись почати свою акторську кар'єру. Грає на піаніно та гітарі. Вільно володіє іспанською та французькою мовами.

## Кар'єра
Міллер була членом Театру юних акторів у Таллахассі. Вона з'явилася в ролі Нори в п'єсі «Спогади про Брайтон-Біч». Еллісон була однією з восьми актрис, які були обрані до фіналу в реаліті-шоу VH1 «В пошуках нової сім'ї Партрідж» у 2004 році.
Міллер з'явилася в короткометражному фільмі «Фортепіано Люсі» (2006). Потім вона як запрошена зірка знялася в епізодах телесеріалів: «Головний госпіталь», «C. S. I.: Місце злочину Нью-Йорк», «Відчайдушні домогосподарки», «Юристи Бостона». Далі з'явилася в серіалі NBC «Королі», який був заснований на біблійній історії Короля Давида. Вона грала принцесу Мішель Бенджамін, яка була першою дружиною Давида.
У 2009 році Еліссон з'явилася лише в двох фільмах: «Останній вампір» і «17 знову», де зіграла в парі з актором Заком Ефроном. У 2011 році знялася В ролі Скай в науково-фантастичному телесеріалі Стівена Спілберга «Терра Нова». В 2012 році знімалася в телесеріалі «На старт!». Однак, серіал закривли після першого сезону.
У 2014 році знялася в надприродному трилері Метта Беттінєллі та Тайлера Джіллетт «Пришестя Диявола», зігравши там головну роль разом із Заком Гілфордом. Фільм отримав, головним чином, негативні відгуки.

## Особисте життя
14 квітня 2012 року вийшла заміж за актора і комедіанта Адама Ні.

## Фільмографія
| Рік       |    | Українська назва           | Оригінальна назва        | Роль             |
| --------- | -- | -------------------------- | ------------------------ | ---------------- |
| 2006      | кф | Фортепіано Люсі            | Lucy's Piano             | Люси             |
| 2006      | с  | Головний госпіталь         | General Hospital         | підліток Трейсі  |
| 2006      | с  | Розум Менсіа               | Mind of Mencia           | дівчинка-панк    |
| 2006      | с  | Мертва справа              | Cold Case                | Вайолет Поллі    |
| 2006      | с  | Місце злочину: Нью-Йорк    | CSI: NY                  | 'Omen'           |
| 2006      | с  | Відчайдушні домогосподарки | Desperate Housewives     | Таня             |
| 2007      | ф  | Заложники                  | Take                     | Shoe Sales Girl  |
| 2007—2008 | с  | Юристи Бостона             | Boston Legal             | Марлена Гоффман  |
| 2009      | ф  | 17 знову                   | 17 Again                 | Скарлетт         |
| 2009      | ф  | Останній вампір            | Blood: The Last Vampire  | Еліс МакКі       |
| 2009      | с  | Королі                     | Kings                    | Мішель Бенджамин |
| 2010      | тф | Між                        | Betwixt                  | Селіна Голстед   |
| 2010      | кф |                            | Some of the Parts        |                  |
| 2011      | с  | Терра Нова                 | Terra Nova               | Скай Тейт        |
| 2012      | с  | Приватна практика          | Private Practice         | Деніз            |
| 2012—2013 | с  | На старт!                  | Go On                    | Керіи            |
| 2014      | ф  | Пришестя Диявола           | Devil's Due              | Саманта МакКолл  |
| 2014      | с  | Дуже погана училка         | Bad Teacher              | Джанет           |
| 2014      | с  | Селфі                      | Selfie                   | Джулія           |
| 2014      | ф  |                            | There's Always Woodstock | Кетрін Браун     |
| 2016—2017 | с  | Корпорація                 | Incorporated             | Лора Ларсон      |
| 2018—2023 | с  | Мільйон дрібниць           | A Million Little Things  | Меггі            |